# Красное двухлетие
Красное двухлетие (итал. Biennio rosso, 1919—1920) — период подъёма рабочего движения в Королевстве Италии, сопровождавшийся массовым захватом фабрик и заводов рабочими и созданием рабочих советов. Причинами резкого подъёма забастовочного движения явились ухудшение экономической ситуации в результате Первой мировой войны, а также влияние происходившей в России революции. Особенно сильным движение было на севере Италии.
События 1920 года в области Пьемонта, когда сотни тысяч человек приняли участие в забастовочной борьбе, захвате фабрик и создании рабочих советов, создавали в стране по сути предреволюционную ситуацию.

## Рабочие советы
16 марта 1919 года в Дальмине произошла первая оккупация с рабочим самоуправлением в истории Италии: под предводительством Эдмондо Россони сталелитейный завод Franchi e Gregorini был захвачен национал-синдикалистским профсоюзом Unione Italiana del Lavoro (UIL), при поддержке фашистов Муссолини. Вопиющим фактом, вызвавшим сенсацию, было продолжение производства, в соответствии с точкой зрения продуктивизма, которую приобрело движение: фактически, самоуправляющиеся рабочие продолжили работу, подняв на фабрике итальянский триколор вместо красного флага. Муссолини сам посетил предприятие: 

«Вы, безвестные работники из Дальмине, открыли горизонт. В вас говорит работа, а не идиотские догмы или нетерпимая церковь, даже если она красная, это работа, которая освятила в окопах свое право больше не быть усталостью, страданием или отчаянием, потому что она должна стать радостью, гордостью, созиданием, завоеванием свободных людей на свободной и великой родине за пределами границ».
Начало «красному двухлетию» было положено на севере Италии, в Турине, который был промышленным центром страны. Здесь в августе 1919 года произошло создание первого рабочего совета, что положило начало широкому распространению забастовочного движения. Из Турина движение стало стремительно распространяться по всей стране.
Советы представляли собой явление рабочей самоорганизации, формировавшиеся представителями от каждых 15-20 человек, избиравшихся собраниями секций предприятий, всем рабочим коллективом, вне зависимости от того, входили они в профсоюзные организации или нет. Руководство заводских секций выбирало внутреннюю комиссию, подконтрольную коллективу: её членов могли отозвать в любой момент по требованию коллектива и назначить туда других людей, если коллектив посчитал бы это необходимым. Эта система получила известность под названием «рабочих советов», то есть система прямой демократии: предложенная и осуществляемая анархо-синдикалистами, а также социалистами и коммунистами.
К функциям рабочих советов относились осуществление контроля над техническим персоналом, увольнение «проявивших себя врагами рабочего класса», контроль над производством предприятия и финансовыми операциями.

### Возникновение рабочих советов
К ноябрю 1919 рабочие комиссии достигли национальных масштабов. К февралю 1919 года Итальянская федерация рабочих-металлистов (FIOM) заключила контракт, что должно было легализовать комиссии. Комиссии хотели преобразовать в советы, обладающие организаторскими функциями. К маю 1919 года, согласно Карлу Леви, эти советы «превратились в доминирующую силу внутри металлургической промышленности и [традиционные] профсоюзы рисковали стать маргинальными административными единицами» (Карл Леви. «Грамши и анархисты»).
Эти события происходили по большей части в Турине, однако данный опыт стремительно распространялся среди крестьян и рабочих по всей Италии. В частности, в Лигурии после провала переговоров о заработной плате рабочие-металлисты и судостроители оккупировали свои фабрики и управляли ими четыре дня.
В течение этого революционного двухлетия возросло влияние анархо-синдикалистов и коммунистов. Так, например, Итальянский синдикальный союз (УСИ) увеличился до 600 000 членов (на учредительном съезде УСИ 1912 года было представлено 77 000 члеловек), также росли ряды Итальянского анархистского союза (20 000 членов, их газетой была «Уманита нова» — Umanità Nova). Уэльский репортер, марксист Гвин Вильямс писал в своей книге:

(...) анархисты и революционные синдикалисты были самой важной (...) революционной группой слева (...) Главной чертой в истории анархизма и синдикализма в 1919-1920 был их быстрый рост (...) Синдикалисты первыми завладели воинственным настроением рабочего класса, которое социалистическое движение было не в состоянии уловить.

### Захват фабрик
Работодатели ответили на подъём забастовочного рабочего движения массовым закрытием фабрик, что, однако, только еще более накалило обстановку, так как тысячи рабочих по всей Италии стали производить захват фабрик, концентрируя средства производства главных экономических центров в своих руках.
Анархисты оказались первыми, кто выдвинул идею захвата рабочих мест рабочими. Известный итальянский анархо-коммунист Эррико Малатеста писал в марте 1920 года в «Уманита нова»:

Всеобщие забастовки протеста больше никого не пугают (...) Мы выдвигаем идею: захватывайте фабрики (...) у данного метода есть действительное будущее, потому что он соответствует основным целям рабочего движения.
Советы продвигали идею рабочего самоуправления производством в ответ на действия работодателей. В свою очередь владельцы фабрик требовали от правительства вмешаться, чтобы остановить рабочих.

(...) рабочие думали, что момент для захвата раз и навсегда средств производства (в свои руки) был подходящим. Они вооружились для собственной защиты (...) и начали организовывать производство в соответствии с собственным расчетами (...) Право собственности было действительно отменено (...) это был новый порядок, новая форма общественной жизни, которая делала свой вход. И правительство бросилось в сторону, после того, как чувствовал себя неспособным предложить противодействие.
Железнодорожные рабочие отказывались перевозить войска, рабочие отвернулись от лозунгов реформистских профсоюзов, а крестьяне занимали землю. Правда, необходимо указать на то, что это было почти исключительно движением промышленных рабочих (что впоследствии отмечалось как слабость движения). Даниэль Герин дает резюме развития движения:

(...) управление фабриками (...) осуществлялось посредством комитетов технических и административных работников. Самоуправление прошло настоящий длинный путь (...) Самоуправление выпускало собственные деньги (...) требовалась очень строгая самодисциплина (...) Между отдельными фабриками установилась тесная солидарность. Руды и уголь складывались в общие фонды, и разделялись справедливо.
Напуганные происходящим предприниматели пошли на ряд уступок в сентябре 1920 года, соглашаясь на выполнение части требований. В результате забастовочное движение начинает идти на спад, оккупация фабрик прекращается. Это было связано с позицией Социалистической партии (ИСП) и профсоюзного руководства ВКТ, выступавших против захватов фабрик рабочими и обсуждавших с правительством возможность возвращения ситуации в «нормальное русло». Большинство итальянских рабочих входило в просоциалистическое профсоюзное объединение ВКТ, так что, несмотря на то, что анархо-синдикалисты выступали против соглашения с правительством, забастовочное движение стало заметно ослабевать.

19 сентября представители правительства и ВКТ договорились о прекращении движения в обмен на некоторое повышение зарплат и согласие властей на расширение «контрольных» функций рабочих представителей на предприятиях.

### Последняя попытка
27 сентября 1920 года полномочия рабочих советов были отменены. Рабочие моментально попытались блокировать это решение, остановив производство. Владельцы производств ответили на это закрытием фабрик; для того, чтобы не дать рабочим оккупировать фабрики, были вызваны правительственные войска. Требования руководства состояли в том, чтобы навязать рабочим FIOM новый контракт, который изменил бы систему контроля над предприятиями. Эти требования были направлены на разрушение системы рабочих советов и их системы взаимодействия.
Рабочие Турина ответили на это всеобщей забастовкой. Они призвали к участию совместно с синдикалистами коммунистов и социалистов, однако те ответили отказом, так что поддержка забастовщикам была оказана только со стороны анархо-синдикалистов. При этом местная федерация УСИ не смогла оказать достаточной помощи забастовщикам. Через две недели рабочие приняли решение прекратить борьбу. В конце концов контроль вновь перешел к фабричному руководству, советы были устранены, а многие рабочие лидеры были арестованы и разными способами отстранены от своей деятельности.

## Споры и главные герои
Споры в рамках революционного движения велись между умеренным крылом ИСП, которые хотели только улучшения положения рабочих, радикальным крылом этой же партии, во главе которых стоял Антонио Грамши, на которых оказала большое влияние российская революция, и которые создали позднее Итальянскую коммунистическую партию, а также рабочих и крестьян — анархистов, лидером которых был Эррико Малатеста, и анархо-синдикалистами из УСИ.
Еще одной важной фигурой в революционном движении был Амадео Бордига, позднее ставший теоретиком «левого коммунизма» (тенденции, которую критиковал В. И. Ленин).

## Контекст и последствия
События, схожие с происходившими в Италии, имели место в тот же период и в других странах, таких как Германия, Австрия и Венгрия, на которые также большое влияние оказали революционные события в России. Государственные репрессии и отсутствие единства в рядах социалистов тормозили развитие движения. События «красного двухлетия» способствовало тому, что правящие классы Италии решили опереться на Бенито Муссолини и фашистов, благодаря которым надеялись покончить с рабочим забастовочным движением.

Остается фактом, что фашизм... смог стать неодолимой силой и при поддержке испытанного репрессивного аппарата монархического государства смести все препятствия на своем пути. Двусмысленные действия реформистской левой, сектантство коммунистической партии, военная и политическая неподготовленность революционных сил ускорили поражение рабочего движения.
«Два красных года» 1919 и 1920 сменились «двумя чёрными годами» (итал. biennio nero — чёрное двухлетие) 1921 и 1922, завершившимися походом на Рим чернорубашечников во главе с Бенито Муссолини.